# Савицкая, Елена Фёдоровна
Еле́на Фёдоровна Сави́цкая (23 февраля 1908 — 5 февраля 1959) — советская актриса, заслуженная артистка РСФСР (1954).

## Биография

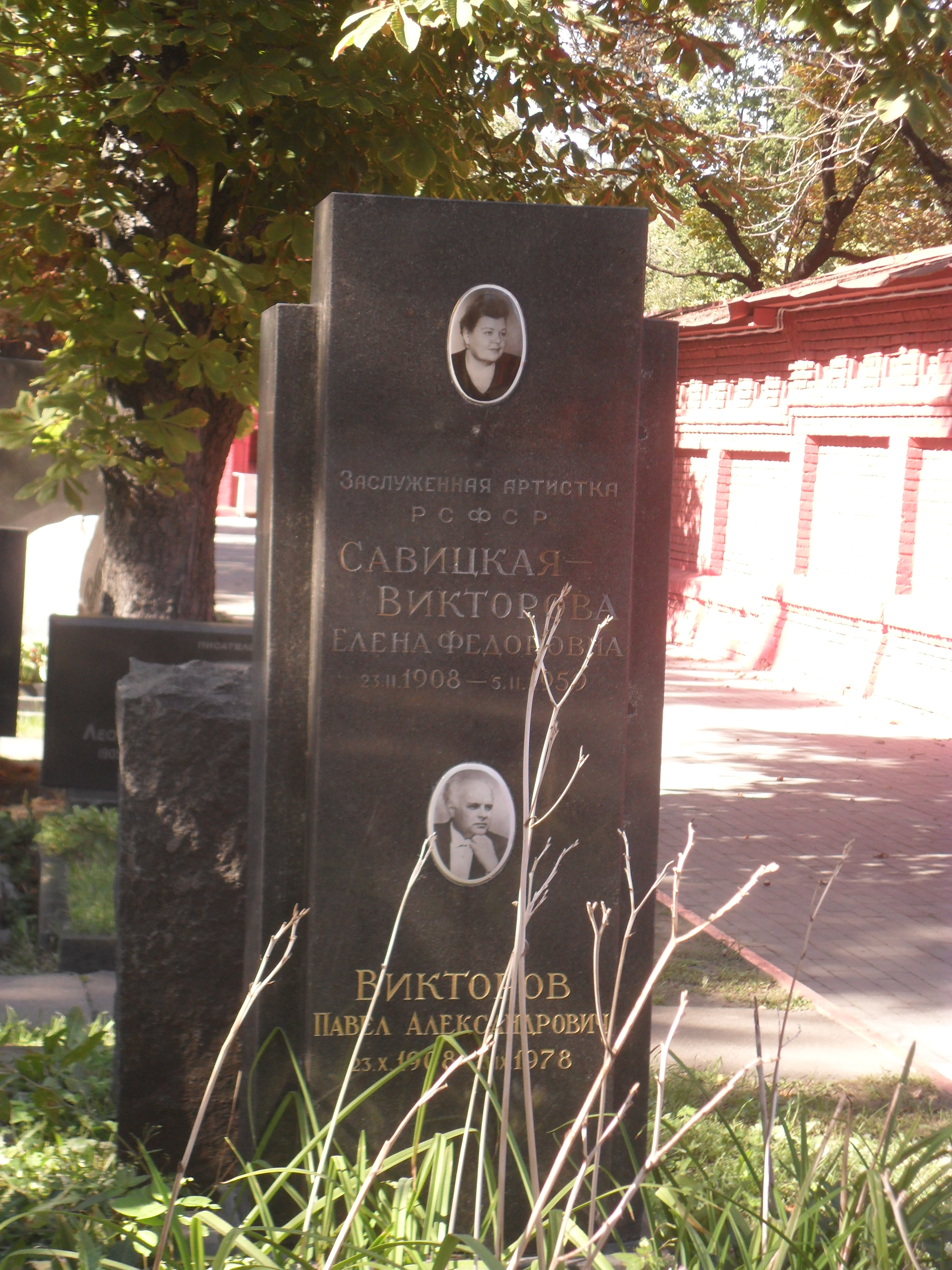
Могила Савицкой на Новодевичьем кладбище Москвы.

Елена Фёдоровна Савицкая родилась 23 февраля 1908 года.
На эстраде — с начала 1930-х.
В 1935—1937 — актриса Московского мюзик-холла.
С 1937 года — актриса Московской оперетты.
Скончалась 5 февраля 1959 года от последствий тяжёлой гипертонии. Похоронена на Новодевичьем кладбище.

## Фильмография
| Год  |     | Название                     | Роль                     |
| ---- | --- | ---------------------------- | ------------------------ |
| 1936 | ф   | О странностях любви          | Имя персонажа не указано |
| 1936 | ф   | Однажды летом                | Феничка                  |
| 1944 | ф   | В 6 часов вечера после войны | тётя Катя                |
| 1947 | ф   | Сказание о земле Сибирской   | Капитолина Кондратьевна  |
| 1949 | ф   | Кубанские казаки             | Никаноровна              |
| 1953 | кор | Сеанс гипноза                | жена Дрожжинского        |
| 1954 | ф   | Верные друзья                | пассажирка теплохода     |
| 1956 | ф   | На подмостках сцены          | актриса                  |
| 1958 | ф   | Капитанская дочка            | племянница истопника     |